# Kauja pie Saules
Kauja pie Saules (з латис. Битва при Сауле) — перший студійний альбом латиського гурту Skyforger. Його було записано на Mascot Records у 1998 році та видано 28 жовтня на CD та касетах.
2004-го року Folter Records також випустив 500 копій альбому у вініловому форматі.
2006-го року перевидано на Paragon Records .

## Трекліст
1. Zviegtin' zviedza kara zirgi (Neighed the Battlehorses) — 2:29
2. Kauja pie Saules. 1236 (The Battle of Saule 1236) — 4:51
3. Senču ozols (The Ancient Oak) — 4:41
4. Viestarda cīņa pie Mežotnes. 1219 (Viestard's Fight at Mezotne 1219) — 4:31
5. Kurši (Kurshi) — 4:35
6. Kalējs kala debesīs (Forger Forged Up in the Sky) — 4:40
7. Kam pūšat kara taures (Why the Horns of War Are Blown) — 2:33
8. Kauja Garozas silā. 1287 (Battle at Garoza Forest 1287) — 5:22
9. Svētais ugunskrusts (The Sacred Firecross) — 6:33

## Виконавці
- Петеріс Кветковскіс — вокал
- Едгарс Грабовскіс «Zirgs» — бас
- Ріхард Скудрітіс — гітара
- Карліс Якубоніс — барабани